# Johnny cake
Le Johnny cake (aussi appelé journey cake, Johnny bread, hoecake,  shawnee cake ou spider cornbread) est un pain plat frit à la farine de maïs. Historiquement, les colons de la Nouvelle-Angleterre auraient empruntée la recette aux Amérindiens.

## Étymologie

### Johnny cake
La plus ancienne mention du terme Johnny cake date de 1739 (en Caroline du Sud) ; l'orthographe journey cake n'est attestée qu'à partir de 1775 sur la côte du Golfe, mais pourrait être la forme antérieure. Le mot est probablement basé sur le mot Jonakin, enregistré en Nouvelle-Angleterre en 1765, lui-même dérivé du mot jannock, enregistré dans le nord de l'Angleterre au XVIe siècle. Selon Edward Ellis Morris, le terme était le nom donné « […] par les nègres [américains] à un gâteau fait de maïs indien ».
Une autre dérivation suggérée est qu'il vient du gâteau Shawnee, bien que certains auteurs ne soient pas d'accord,.

### Hoecake
Le terme hoecake est attesté pour la première fois en 1745, et le terme est utilisé par des écrivains américains tels que Joel Barlow et Washington Irving. L'origine du nom est la méthode de préparation : ils étaient cuits sur un type de poêle en fer appelé hoe. Il existe des preuves contradictoires concernant la croyance commune selon laquelle ils étaient cuits sur les lames des houes de jardinage,.
Un hoecake peut être fait à partir de pâte à pain de maïs ou de restes de pâte à biscuits. Un hoecake au pain de maïs est plus épais qu'une crêpe au pain de maïs. 

## Histoire
Pour les longs voyages, les Indiens Chaouanons (shawnee) avaient l'habitude de faire cuire une galette de maïs sur des pierres chaudes. Les colons s'en seraient inspirés en y adjoignant de la farine de blé,. Les Indiens appelaient leur galette jonikin, les colons, eux, dirent journey cake en référence aux longues expéditions pendant lesquelles ce biscuit trouvait toute son utilité. C'est finalement le nom Johnny cake qui est resté.
La culture sudiste des Amérindiens (Cherokees, Chicachas, Chactas, Creek) est la pierre angulaire de la cuisine sudiste. Cette culture est à l'origine de l'un des principaux aliments de base du régime alimentaire du Sud : le maïs (maïs) Le maïs était utilisé pour préparer toutes sortes de plats, depuis le pain de maïs et le grits familiers jusqu'aux liqueurs telles que le whisky et le moonshine, qui étaient des articles commerciaux importants. Le pain de maïs était populaire pendant la guerre de Sécession parce qu'il était très bon marché et pouvait être fabriqué dans de nombreuses tailles et formes différentes. Il pouvait être façonné en pains hauts et moelleux ou simplement frit pour un repas rapide.

## Préparation
Les Johnny cakes sont un pain de maïs sans levain fait de farine de maïs, de sel et d'eau. Les premiers cuisiniers plaçaient la pâte de maïs épaisse sur une planche de bois ou une douelle de tonneau, qu'ils appuyaient sur un morceau de bois ou une pierre devant un feu ouvert pour la faire cuire.
Dans le sud des États-Unis, au XVIIIe siècle, des versions étaient préparées avec de la farine de riz ou d'hominy et peut-être du manioc. Un livre de cuisine de 1905 contient une recette de « Alabama Johnny Cake » préparée avec du riz et de la « farine ».
La différence entre le Johnny cake et le hoecake résidait à l'origine dans la méthode de préparation, bien qu'aujourd'hui les deux soient souvent cuits sur une plaque ou dans une poêle. Certaines recettes prévoient la cuisson des Johnny cakes au four, comme les corn pones, qui sont toujours cuits au four comme ils l'étaient traditionnellement.
Les Johnny cakes peuvent également être préparés avec du levain, avec ou sans d'autres ingrédients plus communément associés aux pancakes américains, comme les œufs ou les graisses solides comme le beurre. Comme les pancakes, ils sont souvent servis avec du sirop d'érable, du miel ou d'autres garnitures sucrées.